# Guy Louis Vernansal (1648-1729)

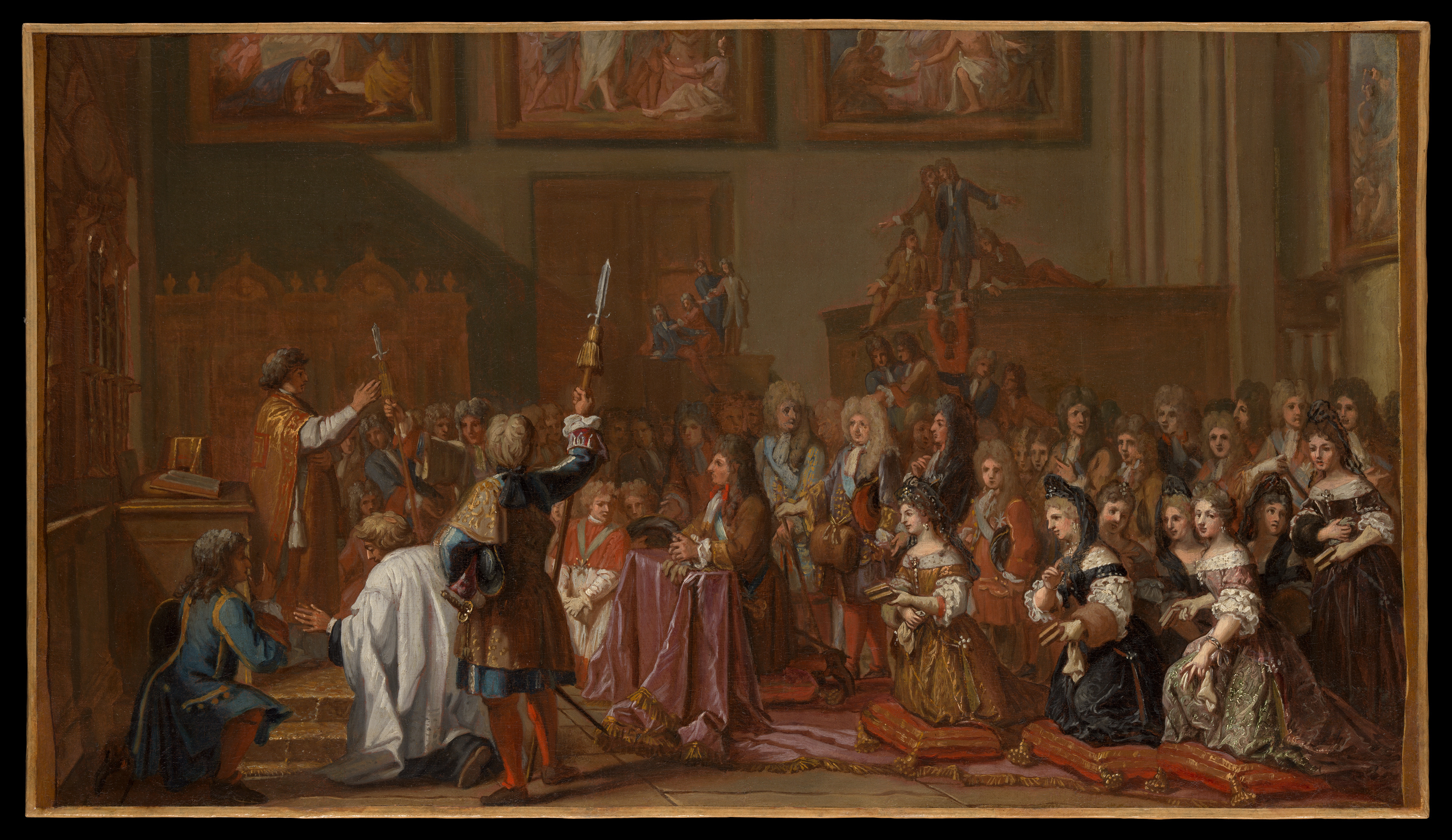
Louis XIV in Notre-Dame de Paris.

Guy Louis Vernansal, dit Vernansal l'Ancien, est un peintre français qui naît à Fontainebleau le 12 juillet 1648 et meurt, à Paris, le 9 avril 1729.

## Biographie
Guy Louis Vernansal étudie avec Charles Le Brun et réalise des cartons de tapisseries pour les manufactures des Gobelins et de Beauvais.
Il fut admis à l'Académie royale de peinture et de sculpture le 27 septembre 1687, avec Le Roy qui extirpe l'hérésie, et fut nommé professeur en 1704. L’un de ses fils devint également peintre d’histoire.
Son portrait, réalisé par Pierre-Michel Le Bouteux en 1728, est avec le portrait de Rigaud l'un des morceaux donnés par ce portraitiste pour sa réception à l'Académie royale de peinture et de sculpture.

## Œuvres
Il a peint :
- Louis XIV à Notre-Dame de Paris, New York, Metropolitan Museum of Art,
- Le Christ ressuscitant la fille de Jaïre, May de Notre-Dame de Paris de 1688, désormais conservé au musée des Beaux-Arts d'Arras,
- Le Christ et le possédé aveugle et muet, May de 1700, œuvre perdue,
- Sainte Bathilde vendue à Erchinoald (1700), Orléans, Musée des beaux-arts.